# Jordavī
Jordavī (persiska: جردوی) är en ort i Iran.   Den ligger i provinsen Khorasan, i den nordöstra delen av landet, 700 km öster om huvudstaden Teheran. Jordavī ligger 1 097 meter över havet och antalet invånare är 894.
Terrängen runt Jordavī är platt åt sydväst, men åt nordost är den kuperad.Runt Jordavī är det ganska glesbefolkat, med 21 invånare per kvadratkilometer. Närmaste större samhälle är Kāshmar, 12,2 km väster om Jordavī. Trakten runt Jordavī är ofruktbar med lite eller ingen växtlighet.